# Stefaniola lignea
Stefaniola lignea är en tvåvingeart som beskrevs av Möhn 1971. Stefaniola lignea ingår i släktet Stefaniola och familjen gallmyggor.
Artens utbredningsområde är Afghanistan. Inga underarter finns listade i Catalogue of Life.